# Réserve de faune de la Tsoulou
Réserve de faune de la Tsoulou är ett viltreservat i Kongo-Brazzaville. Det ligger i departementet Niari, i den sydvästra delen av landet, 300 km väster om huvudstaden Brazzaville. Arean är 30 000 hektar. Reservatet upprättades ursprungligen 1958 och fick sin nuvarande status 1984.